# Ocean Voyagers
Ocean Voyagers es un documental de 2007, dirigido por Feodor Pitcairn y Joe Kennedy, que a su vez lo escribió junto a Laura Orthwein Vagnone, musicalizado por Grant McLachlan, en la fotografía estuvo Feodor Pitcairn, protagonizado por Meryl Streep, que hace el papel de narradora. Esta obra fue realizada por Animal Planet, Feodor Pitcairn Productions y Off the Fence, se estrenó el 17 de diciembre de 2007.

## Sinopsis
Da a conocer la relación entre la madre y sus hijos en sus primeras etapas, en un ambiente que poco se sabe. El documental se adentra en el entorno de una cría jorobada que acaba de nacer y su gigantesca madre de 40 toneladas.